# Cg (język programowania)
C for graphics - język programowania shaderów, opracowany przez firmę Nvidia (we współpracy z Microsoftem) w oparciu o języki C i C++ w celu zastąpienia używanego dotychczas języka assemblerowego. Cg jest kompatybilny zarówno z OpenGL, jak i DirectX. Jest bardzo zbliżony do High Level Shading Language (HLSL) Microsoftu.
Główny program jest napisany w ogólnym języku programowania CPU, tylko część zawierająca kod dla GPU jest napisana w Cg.